# Ministro Ramos Mexía
Ministro Ramos Mexía är en ort i Argentina.   Den ligger i provinsen Río Negro, i den södra delen av landet, 1 000 km sydväst om huvudstaden Buenos Aires. Ministro Ramos Mexía ligger 493 meter över havet och antalet invånare är 973.
Terrängen runt Ministro Ramos Mexía är platt. Trakten runt Ministro Ramos Mexía är nära nog obefolkad, med mindre än två invånare per kvadratkilometer..
Omgivningarna runt Ministro Ramos Mexía är i huvudsak ett öppet busklandskap.